# Lloc d'enllaç
En bioquímica, els centres d'unió o llocs d'enllaç (en anglès: binding site) és una regió d'una proteïna, ADN o ARN on una altra molècula o ió específics formen un enllaç químic. Hi ha un equilibri químic entre els lligands no enllaçats i els lligands enllaçats. Els llocs d'enllaç són sovint components importants per a poder caracteritzar una biomolècula. Sobre les proteïnes, els llocs d'enllaç de vegades poden reconèixer altres proteïnes. Els centres d'unió també mostren especificitat química (el mesurament dels tipus de lligands que poden unir-se al centre), i afinitat química (el mesurament de la força dels enllaços químics). Un tipus més específic de lloc d'enllaç és el centre d'unió del factor de transcripció, present a l'ADN.